# 武当玉兰
武当玉兰（学名：Yulania sprengeri），又称武当木兰、湖北木兰、迎春树（湖北），是木兰科玉兰属的植物，是中国的特有植物。分布于中国大陆的陕西、湖北、甘肃、湖南、河南、四川等地，生长于海拔1,300米至2,400米的地区，多生在山林间以及灌丛中。

## 外部連結
- 辛夷 Xinyi （页面存档备份，存于） 中藥材圖像數據庫 (香港浸會大學中醫藥學院)